# ロチェスターエレクトロニクス
ロチェスターエレクトロニクス（英: Rochester Electronics, LLC）は、世界的な半導体製品の販売代理店及び製造メーカー。本社はアメリカ合衆国マサチューセッツ州ニューベリーポート。主に、半導体の製造中止品（EOL品）の販売と製造（継続生産・再生産）ソリューションを提供している。

## 概要
モトローラ出身のカート・ゲリッシュにより1981年に創立。70社以上の主要半導体メーカーより認定された正規販売代理店でもあり、正規製造メーカーでもある。150億個の完成品在庫と20万種類以上の製品群を持ち、主に製造中止品（EOL品）を中心に現行品などの販売を行っている。また、自社ダイ・バンクにダイ換算で120億個以上のウェハー在庫を持ち、製造中止品の継続生産（BTO）・再生産による継続供給も提供している。
グローバル本社のあるアメリカ合衆国マサチューセッツ州ニューベリーポートを拠点に、現在はイギリスケンブリッジシャー（EMEA営業本部）、シンガポール（APAC営業本部）、東京（日本営業本部）の各営業本部を、ドイツ（ミュンヘン）、フランス（トゥールーズ）、中華人民共和国（上海・成都・深圳・北京）、大阪市淀川区、アリゾナ州チャンドラー、フロリダ州セントピーターズバーグ、ポーランド（ワルシャワ）に営業オフィスを、メリーランド州ロックビルとミネソタ州バーンズビルにデザインセンターを構えている。